# Paul Marenco
Paul Marenco (1900. július 18. – 1970) francia nemzetközi labdarúgó-játékvezető. Halálát autóbaleset okozta.

## Pályafutása

### Nemzeti játékvezetés
1932-ben lett az I. Liga játékvezetője. A nemzeti játékvezetéstől 1947-ben vonult vissza.

#### Nemzeti kupamérkőzések
Vezetett kupadöntők száma: 1.

##### Francia labdarúgókupa
| Időpont         | Helyszín                                  | Mérkőzés típusa | Mérkőzés                      | Eredmény | Nézők száma |
| --------------- | ----------------------------------------- | --------------- | ----------------------------- | -------- | ----------- |
| 1939. május 14. | Yves-du-Manoir Olimpiai Stadion, Colombes | döntő           | Racing Club–Olympique lillois | 3 – 1    | 52 431      |

### Nemzetközi játékvezetés
A Francia labdarúgó-szövetség Játékvezető Bizottsága (JB) terjesztette fel nemzetközi játékvezetőnek, a Nemzetközi Labdarúgó-szövetség (FIFA) 1938-tól tartotta nyilván bírói keretében. A FIFA JB központi nyelvei közül a franciát beszélte. Több nemzetek közötti válogatott és klubmérkőzésen partbíróként segítette működő társát. Az aktív nemzetközi játékvezetéstől 1938-ban búcsúzott.

#### Labdarúgó-világbajnokság
Franciaországban rendezték a III., az 1938-as labdarúgó-világbajnokság-ot, ahol a FIFA  JB általános gyakorlatának megfelelően a hazai szövetségtől kért 10 fő játékvezetőt, kifejezetten partbírói feladatok ellátására. A torna alkalmával a legfoglalkoztatottabb partbíró volt. Kettő nyolcaddöntőn, a megismételt mérkőzésen - a versenykiírás értelmében döntetlen esetén meg kellett ismételni a mérkőzést - első számú partbírónak jelölték. Az első számú partbírónak kellett átvennie a mérkőzés irányítását, ha a játékvezető megsérült. Az egyik elődöntő mérkőzésen második számú segítő volt. Partbírói mérkőzéseinek száma világbajnokságon: 4.

##### 1938-as labdarúgó-világbajnokság

###### Világbajnoki mérkőzés
| Időpont          | Helyszín                          | Mérkőzés típusa          | Mérkőzés               | Játékvezető        | Eredmény | Nézők száma |
| ---------------- | --------------------------------- | ------------------------ | ---------------------- | ------------------ | -------- | ----------- |
| 1938. június 4.  | Princes Park Stadion, Párizs      | egyik nyolcaddöntő       | Németország–Svájc      | John Langenus      | 1 : 1    | 30 000      |
| 1938. június 9.  | Chapou Stadion, Toulouse          | megismételt nyolcaddöntő | Kuba–Románia           | Alfred Birlem      | 2 : 1    | 5 000       |
| 1938. június 14. | Parc de Lescure Stadion, Bordeaux | megismételt negyeddöntő  | Brazília–Csehszlovákia | Georges Capdeville | 2 : 1    | 20 000      |
| 1938. június 16. | Velodrome Stadion, Marseille      | egyik elődöntő           | Olaszország–Brazília   | Hans Wütherich     | 2 : 1    | 30 000      |

## Sportvezetőként
Aktív pályafutását befejezve, haláláig a Football League Délkeleti Bizottságának (Marseille) egyik alelnöke. A Côte d'Azur elnöke. A női-labdarúgás élharcosaként segítette a francia női-labdarúgás létrejöttét.